# Wiktor Manakow (1960–2019)
Wiktor Wiktorowicz Manakow (ros. Виктор Викторович Манаков, ur. 28 lipca 1960 w Budogoszczy, zm. 12 maja 2019 w Moskwie) – radziecki kolarz torowy i szosowy, złoty medalista olimpijski oraz czterokrotny medalista torowych mistrzostw świata.

## Kariera
Pierwszy sukces w karierze osiągnął w 1978 roku, kiedy zdobył srebrny medal w indywidualnym wyścigu na dochodzenie podczas mistrzostw świata juniorów. Już rok później zdobył srebrny medal w drużynowym wyścigu na dochodzenie na torowych mistrzostwach świata w Amsterdamie. W tej samej konkurencji wspólnie z Walerijem Mowczanem, Władimirem Osokinem, Witalijem Pietrakowem i Aleksandrem Krasnowem zdobył złoty medal na igrzyskach olimpijskich w Moskwie w 1980 roku. W tym roku brał również w torowych mistrzostwach świata w Besançon, gdzie zdobył srebrny medal w wyścigu punktowym amatorów, ulegając jedynie Gary’emu Suttonowi z Australii. W kolejnych latach zdobył jeszcze dwa medale w drużynowym wyścigu na dochodzenie: srebrny na mistrzostwach świata w Colorado Springs w 1986 roku oraz złoty na rozgrywanych rok później mistrzostwach świata w Wiedniu. W stolicy Austrii partnerowali mu Wiaczesław Jekimow, Aleksandr Krasnow i Siergiej Chmielinin. Startował także w wyścigach szosowych, jednak nie odnosił większych sukcesów. Był między innymi trzeci w klasyfikacji generalnej holenderskiego Olympia's Tour w 1982 roku.
Jego żona Jolanta Polikevičiūtė oraz szwagierka Rasa Polikevičiūtė reprezentowały Litwę w kolarstwie szosowym, a syn Wiktor Rosję w kolarstwie torowym.